# Blåsjön (Revesjö socken, Västergötland)
Blåsjön är en sjö i Svenljunga kommun i Västergötland och ingår i Ätrans huvudavrinningsområde.